# Фэйрбейрн, Рональд
Уильям Рональд Фэйрбейрн (англ. William Ronald Dodds Fairbairn; 11 августа 1889, Эдинбург — 31 декабря 1964, Эдинбург) — британский психоаналитик, один из основоположников теории объектных отношений.

## Биография
Уильям Фэйрбейрн родился 11 августа 1889 года в Эдинбурге.
Получил образование в Эдинбургском университете, на протяжении трёх лет изучал богословие и древнегреческую культуру. Во время Первой мировой войны участвовал в Синайско-Палестинской кампании, где служил вместе с фельдмаршалом Алленби.
После Первой мировой войны получил медицинское образование. Изучал психологию, психотерапию и психоанализ. Несмотря на то, что его профессиональная деятельность осуществлялась в Шотландии и ему не удалось пройти полный курс психоаналитического образования, тем не менее за оригинальный вклад в теоретические разработки он был принят в Британское психоаналитическое общество и стал его полноправным членом в 1939 году.
С 1927 по 1935 г.г. читал лекции по психологии в Эдинбургском университете.
После раскола Британского психоаналитического общества на сторонников М. Кляйн и А. Фрейд, У. Фэйрбейрн не принял ни одну, ни другую сторону, войдя в группу независимых психоаналитиков. Наряду с М. Кляйн и Д. Винникоттом был одним из основателей теории объектных отношений.
У. Фэйрбейрн скончался 31 декабря 1964 года в Эдинбурге.

## Научная деятельность
Теоретическая система Уильяма Фэйрбейрна основана на клинических исследованиях сновидений и работе с истерическими и шизоидными больными. В основе патологии последних он обнаружил травматические переживания ребёнка, которые заставляют его чувствовать себя нелюбимым. Когда врождённые стремления к взаимодействию не находят ответа, эти дети начинают чувствовать, что их любовь была плохой. В результате они отказываются от спонтанных отношений с матерью и чересчур погружаются во внутренний мир, тем самым расщепляя Эго на две части — взаимодействующую с внешними фигурами и связанную с внутренними объектами.
У. Фэйрберн работал с детьми, которые во время Второй мировой войны подверглись сексуальному насилию. Он обнаружил, что эти невинные дети испытывали чувство стыда в связи с тем, что они были объектами сексуального насилия, они сопротивлялись воспоминаниям о своей травме, так как это заставляло их чувствовать себя плохими. У. Фэйрберн пришёл к выводу, что мотив, побуждающий ребёнка быть плохим, возникающий в контексте отношений зависимости, определяется потребностью сделать объект хорошим, и это происходит через интернализацию плохости этих объектов. Впоследствии образы «Я» и объекта, несущие эту плохость, вытесняются.
Клинические наблюдения позволили Фэйрбейрну разработать собственную концепцию, названную им теорией объектных отношений личности. Его модификация психоанализа включает два существенных отступления от идей З. Фрейда.
Во-первых, У. Фэйрбейрн понимал Эго как структуру, существующую с самого рождения, а не как развивающуюся из Ид в результате его отношений с реальностью. Эго располагает собственной энергией, не заимствованной из Ид. Рассматривая либидо как функцию Эго, а агрессию как реакцию на фрустрацию или депривацию, У. Фэйрбейрн обходится без понятия независимого Ид.
Второе отступление У. Фэйрбейрна от концепции Фрейда касается самой энергии, для обозначения которой он оставляет лишь прежнее название либидо. В его концепции Эго направлено не на поиск удовольствия, как у Фрейда, а на поиск объекта. Цель либидо, согласно Фэйрбейрну, состоит не в ослаблении напряжения, а в установлении удовлетворительных взаимоотношений. Поэтому, будучи нацеленным на удовлетворение базальной человеческой потребности — отношений с другими, — ребёнок с самого рождения ориентируется на окружающую реальность. Это положение соответствует современным биологическим концепциям, согласно которым организм ребёнка представляет собой функциональную целостность, существующую в специфических условиях внешней среды.
Одна из важных идей У. Фэйрберна заключается в том, что цель психоаналитического лечения должна состоять в поддержке пациента в рискованной ситуации высвобождения его интернализованных плохих объектов, так чтобы их либидозный катексис мог быть разрешен. Пациент сопротивляется этому, постоянно впадая в искушение использовать хорошие отношения с аналитиком в качестве защиты от принятия этого риска.
У. Фэйрбейрн разработал самостоятельную систему взглядов, значение которой все более подчеркивалось многими исследователями, в частности О. Кернбергом и другими, занимавшимися изучением и терапией психических расстройств, считавшихся прежде неподвластными психоанализу. Взгляды У. Фэйрбейрна были расширены и дополнены Г. Гантрипом, сумевшим с помощью клинических наблюдений подтвердить концепцию У. Фэйрбейрна и сделать её ёмкое изложение более понятным.

### Структура Эго
У. Фэйрбейрн предложил трехкомпонентную структуру Эго:
- 1. Центральное Эго — остаток неразделенного Эго, выполняющее функцию вытеснения. У. Фэйрбейрн называл его «Я», подразумевая, что оно объединяет бессознательные, предсознательные и сознательные элементы, хотя он подчеркивал его сознательную природу.
- 2. Либидинозное Эго представляет собой отщепленную и вытесненную часть исходного Эго, вступающего в либидинозные отношения с возбуждающим объектом. У. Фэйрбейрн понимал эту часть как аналог классического Оно.
- 3. Антилибидинозное Эго является отщепленной и вытесненной частью исходного Эго, вступающего в либидинозные отношения с отвергающим объектом. Отождествленное с агрессивным родителем, антилибидинозное Эго представляет собой предшественника более поздней структуры, которая сливается со сдерживающими аспектами того, что З. Фрейд понимал как Я-идеал и Сверх-Я. В отличие от постулированных З. Фрейдом структур, антилибидинозное Эго порождает страх, но не чувство вины.

Таким образом, Сверх-Я З. Фрейда рассматривается У. Фэйрбейрном как комплексная структура, включающая в себя идеальный объект или Эго-идеал, антилибидинозное Эго и отвергающий (антилибидинозный) объект.

### Стадии развития объектных отношений
У. Фэйрбейрн предложил модель развития объектных отношений, основанной на трансформации зависимости от матери. У. Фэйрбейрн выделил три стадии:
- 1-я стадия, стадия инфантильной зависимости, характеризуется абсолютной, неизбежной зависимостью от материнской груди как от биологического объекта, с которым вступает в отношения рот ребёнка. Эта стадия включает в себя первичную идентификацию, под которой Р. Фэйрбейрн понимал нечто сходное со слиянием с объектом, пока ещё не полностью дифференцированным от Самости. Таким образом, инфантильная зависимость, первичная идентификация и нарциссизм, согласно Р. Фэйрбейрну, взаимосвязаны. Эта стадия подразделяется на раннюю оральную (доамбивалентную) фазу, связанную непосредственно с материнской грудью, и позднюю оральную (амбивалентную) фазу, связанную с образом матери с грудью, то есть с целостным объектом.
- 2-я стадия, стадия псевдонезависимости, представляет собой длительную промежуточную или переходную стадию, не имеющую специфического, естественного биологического объекта. Ребёнок устанавливает более прочные отношения с внешними объектами, которые постепенно становятся все более дифференцированными, и организует свой внутренний мир с помощью внутренних репрезентантов объектов. Эту стадию характеризуют различение, принятие и отвержение. Весь объект воспринимается как телесные содержания, при этом плохие части объекта отторгаются.
- 3-я стадия, стадия зрелой независимости, отражает достижение полной дифференциации Самости и объекта, а также отношений брать и давать с целостными объектами.

### Основные труды
- Fairbairn, W.R.D. A Revised Psychopathology of the Psychoses and Psychoneuroses (Пересмотренная психопатология психозов и психоневрозов), 1941.
- Fairbairn, W.R.D. The War Neuroses — Their Nature and Significance (Военные неврозы — их природа и значение), 1943.
- Fairbairn, W.R.D. A Critical Evaluation of Certain Psychoanalytical Concepts (Критическая оценка некоторых основных психоаналитических концепций), 1956.
- Fairbairn, W.R.D. Psychoanalytical Studies of Personality (Психоаналитическое исследование личности), 1952.
- Fairbairn, W.R.D. From Instinct to Self. Selected Papers of W. R. D. Fairbairn (От инстинкта к Самости. Избранные труды Р. Фэйрбейрна), 1994.